# Felix Orthmann
Felix Orthmann (* 1. Juni 1996 in Lüdinghausen) ist ein deutscher Volleyballspieler.

## Karriere
Orthmann begann seine Volleyballkarriere beim heimatlichen SC Union 08 Lüdinghausen und wechselte später zum USC Münster. 2011 ging der Diagonalangreifer ins Volleyball-Internat Frankfurt, wo er in der zweiten Bundesliga spielte. 2015 wurde Orthmann vom Erstligisten TV Rottenburg verpflichtet. 2016 wechselte er zum Ligakonkurrenten TV Bühl, mit dem er 2018 das DVV-Pokalfinale erreichte. 2020 ging Orthmann zum Zweitligisten Moerser SC.

## Privates
Orthmanns Schwester Hanna spielt ebenfalls Volleyball und ist Nationalspielerin.